# Pasirmuncang (Cikaum)
Pasirmuncang is een bestuurslaag in het regentschap Subang van de provincie West-Java, Indonesië. Pasirmuncang telt 5571 inwoners (volkstelling 2010).